# Latifundiu
Un latifundium (în latină: latus, „spațios” și fundus, „fermă, moșie”) este o parcelă foarte întinsă de teren proprietate privată. Latifundiile istoriei romane erau mari moșii funciare specializate în agricultură destinate exportului: cereale, ulei de măsline sau vin. Erau caracteristici Magnei Grecia și Sicilia, Egipt, Africa de Nord-Vest și Hispania Baetica. Latifundiile erau cea mai apropiată apropiere de agricultura industrializată din Antichitate, iar economia lor depindea de sclavie.
În timpul perioadei coloniale moderne, monarhiile europene au recompensat adesea serviciile cu acordări extinse de terenuri în imperiile lor. Recrutarea forțată a muncitorilor locali permisă de legea colonială a făcut ca aceste granturi de teren să fie deosebit de profitabile pentru proprietarii lor. Aceste granturi, fazendas (în portugheză) sau haciendas (în spaniolă), au fost, de asemenea, împrumutate ca împrumuturi, portugheză latifúndios și spaniolă latifundios sau pur și simplu fundos.
Sursa: wikipedia, engleza.